# UCI Europa Tour 2014
L'UCI Europa Tour 2014 és la desena edició de l'UCI Europa Tour, un dels cinc circuits continentals de ciclisme de la Unió Ciclista Internacional. Està format per més de 300 proves, organitzades entre el 2 de febrer al 19 d'octubre de 2014 a Europa.

## Evolució del calendari

### Febrer
| Data  | Cursa                                 | País      | Cat. | Vencedor               | Equip                       |
| ----- | ------------------------------------- | --------- | ---- | ---------------------- | --------------------------- |
| 2     | Gran Premi d'Obertura La Marseillaise | França    | 1.1  | Kenneth Vanbilsen      | Topsport Vlaanderen-Baloise |
| 2     | Gran Premi de la costa dels Etruscs   | Itàlia    | 1.1  | Simone Ponzi           | Yellow Fluo                 |
| 5-9   | Étoile de Bessèges                    | França    | 2.1  | Tobias Ludvigsson      | Giant-Shimano               |
| 9     | Trofeu Palma                          | Espanya   | 1.1  | Sacha Modolo           | Lampre-Merida               |
| 10    | Trofeu Migjorn                        | Espanya   | 1.1  | Sacha Modolo           | Lampre-Merida               |
| 11    | Trofeu Deià                           | Espanya   | 1.1  | Michał Kwiatkowski     | Omega Pharma-Quick Step     |
| 12    | Trofeu Platja de Muro                 | Espanya   | 1.1  | Gianni Meersman        | Omega Pharma-Quick Step     |
| 13-16 | Tour del Mediterrani                  | França    | 2.1  | Steve Cummings         | BMC Racing Team             |
| 19-23 | Volta a Andalusia                     | Espanya   | 2.1  | Alejandro Valverde     | Movistar Team               |
| 19-23 | Volta a l'Algarve                     | Portugal  | 2.1  | Michał Kwiatkowski     | Omega Pharma-Quick Step     |
| 21    | Trofeu Laigueglia                     | Itàlia    | 1.1  | José Serpa             | Lampre-Merida               |
| 22-23 | Tour de l'Alt Var                     | França    | 2.1  | Carlos Betancur        | AG2R-La Mondiale            |
| 23    | Gran Premi d'Izola                    | Eslovènia | 1.2  | Christian Delle Stelle | Team Idea                   |

### Març
| Data  | Cursa                                           | País          | Cat. | Vencedor                  | Equip                        |
| ----- | ----------------------------------------------- | ------------- | ---- | ------------------------- | ---------------------------- |
| 1     | Volta a Múrcia                                  | Espanya       | 1.1  | Alejandro Valverde        | Movistar Team                |
| 1     | Omloop Het Nieuwsblad                           | Bèlgica       | 1.HC | Ian Stannard              | Team Sky                     |
| 1     | Clàssica Sud Ardecha - Souvenir Francis Delpech | França        | 1.1  | Florian Vachon            | Bretagne-Séché Environnement |
| 2     | Gran Premi de Lugano                            | Suïssa        | 1.1  | Mauro Finetto             | Yellow Fluo                  |
| 2     | Kuurne-Brussel·les-Kuurne                       | Bèlgica       | 1.1  | Tom Boonen                | Omega Pharma-Quick Step      |
| 2     | La Drôme Classic                                | França        | 1.1  | Romain Bardet             | Ag2r-La Mondiale             |
| 2     | Clàssica d'Almeria                              | Espanya       | 1.HC | Sam Bennett               | NetApp-Endura                |
| 5     | Umag Trophy                                     | Croàcia       | 1.2  | Matej Mugerli             | Adria Mobil                  |
| 5     | Le Samyn                                        | Bèlgica       | 1.1  | Maxime Vantomme           | Roubaix Lille Métropole      |
| 6     | Gran Premi de la vila de Camaiore               | Itàlia        | 1.1  | Diego Ulissi              | Lampre-Merida                |
| 7-9   | Tres dies de Flandes Occidental                 | Bèlgica       | 2.1  | Gert Jõeäär               | Cofidis                      |
| 8     | Strade Bianche                                  | Itàlia        | 1.1  | Michał Kwiatkowski        | Omega Pharma-Quick Step      |
| 8     | Ster van Zwolle                                 | Països Baixos | 1.2  | Bert-Jan Lindeman         | Rabobank Development         |
| 9     | Gran Premi de Lillers-Souvenir Bruno Comini     | França        | 1.2  | Steven Tronet             | BigMat-Auber 93              |
| 9     | Roma Maxima                                     | Itàlia        | 1.1  | Alejandro Valverde        | Movistar Team                |
| 9     | Poreč Trophy                                    | Croàcia       | 1.2  | Maksym Averin             | Synergy Baku Project         |
| 9     | Dorpenomloop Rucphen                            | Països Baixos | 1.2  | Michael Carbel Svendgaard | Cult Energy-Vital Water      |
| 13-16 | Istrian Spring Trophy                           | Croàcia       | 2.2  | Magnus Cort Nielsen       | Cult Energy-Vital Water      |
| 15    | Tour de Drenthe                                 | Països Baixos | 1.1  | Kenny Dehaes              | Lotto-Belisol                |
| 16    | Dwars door Drenthe                              | Països Baixos | 1.1  | Simone Ponzi              | Yellow Fluo                  |
| 16    | Circuit del País de Waes                        | Bèlgica       | 1.2  | Danilo Napolitano         | Wanty-Groupe Gobert          |
| 16    | Kattekoers                                      | Bèlgica       | 1.2  | Łukasz Wisniowski         | Etixx                        |
| 16    | París-Troyes                                    | França        | 1.2  | Steven Tronet             | BigMat-Auber 93              |
| 19    | Nokere Koerse                                   | Bèlgica       | 1.1  | Kenny Dehaes              | Lotto-Belisol                |
| 20    | Gran Premi Nobili Rubinetterie                  | Itàlia        | 1.1  | Simone Ponzi              | Yellow Fluo                  |
| 21    | Handzame Classic                                | Bèlgica       | 1.1  | Luka Mezgec               | Giant-Shimano                |
| 22    | Clàssica Loira Atlàntic                         | França        | 1.1  | Alexis Gougeard           | AG2R-La Mondiale             |
| 23    | Gran Premi Cholet-País del Loira                | França        | 1.1  | Tom Van Asbroeck          | Topsport Vlaanderen-Baloise  |
| 24-30 | Tour de Normandia                               | França        | 2.2  | Stefan Küng               | BMC Development              |
| 26    | A través de Flandes                             | Bèlgica       | 1.HC | Niki Terpstra             | Omega Pharma-Quick Step      |
| 26-30 | Setmana Internacional Coppi i Bartali           | Itàlia        | 2.1  | Peter Kennaugh            | Team Sky                     |
| 26-30 | Volta a l'Alentejo                              | Portugal      | 2.2  | Carlos Barbero            | Euskadi                      |
| 29-30 | Critèrium Internacional                         | França        | 2.HC | Jean-Christophe Péraud    | AG2R-La Mondiale             |

### Abril
| Data  | Cursa                                      | País                 | Cat.   | Vencedor                 | Equip                             |
| ----- | ------------------------------------------ | -------------------- | ------ | ------------------------ | --------------------------------- |
| 1-3   | Tres dies de La Panne                      | Bèlgica              | 2.HC   | Guillaume van Keirsbulck | Omega Pharma-Quick Step           |
| 1-6   | Gran Premi de Sotxi                        | Rússia               | 2.2    | Ilnur Zakarin            | RusVelo                           |
| 4     | Ruta Adélie de Vitré                       | França               | 1.1    | Bryan Coquard            | Team Europcar                     |
| 4-6   | Triptyque des Monts et Châteaux            | Bèlgica              | 2.2    | Owain Doull              | Equip nacional del Regne Unit     |
| 5     | Gran Premi Miguel Indurain                 | Espanya              | 1.1    | Alejandro Valverde       | Movistar Team                     |
| 5     | Volta Limburg Classic                      | Països Baixos        | 1.1    | Moreno Hofland           | Belkin                            |
| 6     | Trofeu Banca Popolare di Vicenza           | Itàlia               | 1.2U   | Gregor Mühlberger        | Tirol                             |
| 6     | Volta a La Rioja                           | Espanya              | 1.1    | Michael Matthews         | Orica-GreenEDGE                   |
| 8-11  | Circuit de la Sarthe                       | França               | 2.1    | Ramūnas Navardauskas     | Garmin-Sharp                      |
| 9     | Grote Scheldeprijs                         | Bèlgica              | 1.HC   | Marcel Kittel            | Giant-Shimano                     |
| 11-13 | Circuit de les Ardenes                     | França               | 2.2    | Łukasz Wisniowski        | Etixx                             |
| 12    | Tour de Flandes sub-23                     | Bèlgica              | 1.Ncup | Dylan Groenewegen        | Equip nacional dels Països Baixos |
| 12    | Trofeu Edil C                              | Itàlia               | 1.2    | Andrea Vaccher           | Marchiol Emisfero                 |
| 12    | Gran Premi Pino Cerami                     | Bèlgica              | 1.1    | Alessandro Petacchi      | Omega Pharma-Quick Step           |
| 12    | Banja Luka-Belgrad I                       | Bòsnia i Hercegovina | 1.2    | Martin Otonicar          | Radenska                          |
| 13    | Klasika Primavera                          | Espanya              | 1.1    | Peio Bilbao              | Caja Rural-Seguros RGA            |
| 13    | Banja Luka-Belgrad II                      | Sèrbia               | 1.2    | Ivan Stević              | Tusnad                            |
| 15    | París-Camembert                            | França               | 1.1    | Bryan Coquard            | Team Europcar                     |
| 16    | Fletxa Brabançona                          | Bèlgica              | 1.HC   | Philippe Gilbert         | BMC Racing                        |
| 16    | La Côte Picarde                            | França               | 1.Ncup | Jens Wallays             | Equip nacional de Bèlgica         |
| 16-20 | Tour de Loir i Cher                        | França               | 2.2    | Graham Briggs            | Rapha-Condor JLT                  |
| 16-20 | Gran Premi d'Adiguèsia                     | Rússia               | 2.2    | Ilnur Zakarin            | RusVelo                           |
| 17    | Gran Premi de Denain                       | França               | 1.1    | Nacer Bouhanni           | FDJ.fr                            |
| 19    | Tour de Finisterre                         | França               | 1.1    | Antoine Demoitié         | Wallonie-Bruxelles                |
| 19    | Arno Wallaard Memorial                     | Països Baixos        | 1.2    | Edvin Wilson             | Joker                             |
| 19    | ZLM Tour                                   | Països Baixos        | 1.Ncup | Thomas Boudat            | Equip nacional de França          |
| 19    | Lieja-Bastogne-Lieja sub-23                | Bèlgica              | 1.2U   | Anthony Turgis           | CC Nogent-sur-Oise                |
| 20    | Tro Bro Leon                               | França               | 1.1    | Adrien Petit             | Cofidis                           |
| 21    | Giro del Belvedere                         | Itàlia               | 1.2U   | Simone Andreetta         | Zalf Euromobil Désirée Fior       |
| 21    | Volta a Colònia                            | Alemanya             | 1.1    | Sam Bennett              | NetApp-Endura                     |
| 22    | Gran Premi Palio del Recioto               | Itàlia               | 1.2U   | Silvio Herklotz          | Team Stölting                     |
| 22-25 | Giro del Trentino                          | Itàlia               | 2.HC   | Cadel Evans              | BMC Racing                        |
| 25    | Gran Premi della Liberazione               | Itàlia               | 1.2U   | Evgeny Shalunov          | Lokosphinx                        |
| 25-1  | Tour de Bretanya                           | França               | 2.2    | Bert-Jan Lindeman        | Rabobank Development              |
| 26    | Zuid Oost Drenthe Classic I                | Països Baixos        | 1.2    | Wim Stroetinga           | Koga                              |
| 27    | Roue tourangelle                           | França               | 1.1    | Angelo Tulik             | Team Europcar                     |
| 27    | Rutland-Melton International CiCLE Classic | Regne Unit           | 1.2    | Thomas Moses             | Rapha Condor JLT                  |
| 27    | París-Mantes-en-Yvelines                   | França               | 1.2    | David Menut              | Armée de Terre Cyclisme           |
| 27    | Gran Premi de la Indústria del marbre      | Itàlia               | 1.2    | Matej Mugerli            | Adria Mobil                       |
| 27-4  | Volta a Turquia                            | Turquia              | 2.HC   | Adam Yates               | Orica-GreenEDGE                   |
| 29-4  | Carpathia Couriers Path                    | Polònia              | 2.2U   | Gregor Mühlberger        | Tirol                             |

### Maig
| Data  | Cursa                                      | País          | Cat. | Vencedor             | Equip                                     |
| ----- | ------------------------------------------ | ------------- | ---- | -------------------- | ----------------------------------------- |
| 1     | Gran Premi de Frankfurt sub-23             | Alemanya      | 1.2U | Mads Pedersen        | Cult Energy Vital Water                   |
| 1     | Mayor Cup                                  | Rússia        | 1.2  | Serguei Lagutin      | RusVelo                                   |
| 1     | Memorial Andrzej Trochanowski              | Polònia       | 1.2  | Kamil Gradek         | BDC Marcpol                               |
| 1     | Gran Premi de Frankfurt                    | Alemanya      | 1.HC | Alexander Kristoff   | Team Katusha                              |
| 2     | Memorial Oleg Diatxenko                    | Rússia        | 1.2  | Andrei Solomennikov  | RusVelo                                   |
| 2     | Skive-Lobet                                | Dinamarca     | 1.2  | Phil Bauhaus         | Stölting                                  |
| 3     | Himmerland Rundt                           | Dinamarca     | 1.2  | Magnus Cort Nielsen  | Cult Energy Vital Water                   |
| 3     | Gran Premi de Moscou                       | Rússia        | 1.2  | Leonid Krasnov       | RusVelo                                   |
| 3     | Tour d'Overijssel                          | Països Baixos | 1.2  | Dennis Coenen        | Leopard Development                       |
| 4     | Gran Premi del Somme                       | França        | 1.1  | Iauhèn Hutaròvitx    | AG2R-La Mondiale                          |
| 4     | Circuit del Porto-Trofeu Arvedi            | Itàlia        | 1.2  | Jakub Mareczko       | Viris Maserati                            |
| 4     | Destination Thy                            | Dinamarca     | 1.2  | Magnus Cort Nielsen  | Cult Energy Vital Water                   |
| 5-9   | Cinc anells de Moscou                      | Rússia        | 2.2  | Andrei Solomennikov  | RusVelo                                   |
| 7-11  | Quatre dies de Dunkerque                   | França        | 2.HC | Arnaud Démare        | FDJ.fr                                    |
| 7-11  | Tour de l'Azerbaidjan                      | Azerbaidjan   | 2.1  | Ilnur Zakarin        | RusVelo                                   |
| 9-11  | Szlakiem Grodów Piastowskich               | Polònia       | 2.1  | Mateusz Taciak       | CCC Polsat Polkowice                      |
| 10    | Tour de Berna                              | Suïssa        | 1.2  | Matthias Brändle     | IAM                                       |
| 10    | Hadeland GP                                | Noruega       | 1.2  | Rasmus Guldhammer    | Trefor-Blue Water                         |
| 10    | Scandinavian Race Uppsala                  | Suècia        | 1.2  | Jonas Aaen Jørgensen | Riwal Platform                            |
| 11    | Gran Premi Ringerike                       | Noruega       | 1.2  | Magnus Cort Nielsen  | Cult Energy Vital Water                   |
| 11    | Circuit de Valònia                         | Bèlgica       | 1.2  | Maurits Lammertink   | Jo Piels                                  |
| 12-17 | Olympia's Tour                             | Països Baixos | 2.2  | Berden de Vries      | Jo Piels                                  |
| 13    | Visegrad 4 Bicycle Race-GP Polski Via Odra | Polònia       | 1.2  | Erik Baška           | Dukla Trenčín Trek                        |
| 15    | Visegrad 4 Bicycle Race-GP Czech Republic  | Txèquia       | 1.2  | Josef Černý          | CCC Polsat Polkowice                      |
| 15-18 | Roine-Alps Isera Tour                      | França        | 2.2  | Matija Kvasina       | Team Gourmetfein Simplon Wels             |
| 16    | Visegrad 4 Bicycle Race-GP Slovakia        | Eslovàquia    | 1.2  | Pawel Bernas         | BDC Marcpol                               |
| 16-18 | Volta a Castella i Lleó                    | Espanya       | 2.1  | David Belda          | Burgos-BH                                 |
| 16-18 | Tour de Picardia                           | França        | 2.1  | Arnaud Démare        | FDJ.fr                                    |
| 17    | Gran Premi Criquielion                     | Bèlgica       | 1.2  | Kevin Peeters        | Vastgoedservice-Golden Palace Continental |
| 17    | Visegrad 4 Bicycle Race-GP Hungary         | Hongria       | 1.2  | Pawel Bernas         | BDC Marcpol                               |
| 18    | Velothon Berlín                            | Alemanya      | 1.1  | Raymond Kreder       | Garmin-Sharp                              |
| 18-25 | An Post Rás                                | Irlanda       | 2.2  | Clemens Fankhauser   | Tirol                                     |
| 21-25 | Volta a Noruega                            | Noruega       | 2.HC | Maciej Paterski      | CCC Polsat Polkowice                      |
| 22-25 | Ronda de l'Isard d'Arieja                  | França        | 2.2U | Louis Vervaeke       | Lotto-Belisol U23                         |
| 23-25 | París-Arras Tour                           | França        | 2.2  | Maxime Vantomme      | Roubaix Lille Métropole                   |
| 24-25 | World Ports Classic                        | Països Baixos | 2.1  | Theo Bos             | Belkin                                    |
| 25    | Omloop der Kempen                          | Països Baixos | 1.2  | Luke Davison         | Synergy Baku Project                      |
| 28-1  | Volta a Bèlgica                            | Bèlgica       | 2.HC | Tony Martin          | Omega Pharma-Quick Step                   |
| 28-1  | Tour de Berlín                             | Alemanya      | 2.2U | Jochem Hoekstra      | Jo Piels                                  |
| 28-1  | Tour dels Fiords                           | Noruega       | 2.1  | Alexander Kristoff   | Team Katusha                              |
| 28-1  | Fletxa del Sud                             | Luxemburg     | 2.2  | Gaëtan Bille         | Verandas Willems                          |
| 28-1  | Volta a Baviera                            | Alemanya      | 2.HC | Geraint Thomas       | Team Sky                                  |
| 29-1  | Tour de Gironda                            | França        | 2.2  | Remco te Brake       | Metec-TKH Continental                     |
| 30    | Race Horizon Park I                        | Ucraïna       | 1.2  | Vitali Buts          | Kolss                                     |
| 30-31 | Volta a Estònia                            | Estònia       | 2.1  | Eduard-Michael Grosu | Vini Fantini Nippo                        |
| 30-1  | Cursa de la Pau sub-23                     | Txèquia       | 2.2U | Samuel Spokes        | Etixx                                     |
| 31    | Gran Premi de Plumelec-Morbihan            | França        | 1.1  | Julien Simon         | Cofidis                                   |
| 25    | Race Horizon Park II                       | Ucraïna       | 1.2  | Mykhailo Kononenko   | Kolss                                     |

### Juny
| Data  | Cursa                                        | País                 | Cat. | Vencedor             | Equip                                     |
| ----- | -------------------------------------------- | -------------------- | ---- | -------------------- | ----------------------------------------- |
| 1     | París-Roubaix sub-23                         | França               | 1.2U | Mike Teunissen       | Rabobank Development Team                 |
| 1     | Gran Premi Südkärnten                        | Àustria              | 1.2  | Andrea Pasqualon     | Area Zero                                 |
| 1     | Race Horizon Park III                        | Ucraïna              | 1.2  | Denys Kostyuk        | Kolss                                     |
| 1     | Boucles de l'Aulne                           | França               | 1.1  | Alexis Gougeard      | AG2R La Mondiale                          |
| 1     | Trofeu Ciutat de San Vendemiano              | Itàlia               | 1.2U | Giacomo Berlato      | Zalf-Euromobil-Desirée-Fior               |
| 2     | Trofeu Alcide Degasperi                      | Itàlia               | 1.2  | Michele Gazzara      | Fausto Coppi Gazzera-Videa                |
| 3-7   | Volta a Eslovàquia                           | Eslovàquia           | 2.2  | Oleksandr Polivoda   | Kolss                                     |
| 4-8   | Volta a Luxemburg                            | Luxemburg            | 2.HC | Matti Breschel       | Team Tinkoff-Saxo                         |
| 5-8   | Boucles de la Mayenne                        | França               | 2.1  | Stéphane Rossetto    | BigMat-Auber 93                           |
| 7     | Ronda Van Zeeland Seaports                   | Països Baixos        | 1.1  | Theo Bos             | Belkin Pro Cycling Team                   |
| 8     | Memorial Philippe Van Coningsloo             | Bèlgica              | 1.2  | Rob Ruijgh           | Vastgoedservice-Golden Palace Continental |
| 8     | Copa de la Pau                               | Itàlia               | 1.2  | Luca Ceolan          | General Store Bottoli-Zardini-Merida      |
| 11-15 | Gran Premi Udmúrtskaia Pravda                | Rússia               | 2.2  | Arthur Ershov        | RusVelo                                   |
| 12    | Gran Premi del cantó d'Argòvia               | Suïssa               | 1.HC | Simon Geschke        | Giant-Shimano                             |
| 12-14 | Małopolski Wyścig Górski                     | Polònia              | 2.2  | Maximilian Werda     | Stolting                                  |
| 12-15 | Ronda de l'Oise                              | França               | 2.2  | Magnus Cort Nielsen  | Cult Energy-Vital Water                   |
| 15    | Tour de Limburg                              | Bèlgica              | 1.2  | Mathieu van der Poel | BKCP-Powerplus                            |
| 15    | Gran Premi Raiffeisen                        | Àustria              | 1.2  | Radoslav Rogina      | Adria Mobil                               |
| 17-22 | Volta a Sèrbia                               | Sèrbia               | 2.2  | Jaroslaw Kowalczyk   | BDC Marcpol                               |
| 18-22 | Ster ZLM Toer                                | Països Baixos        | 2.1  | Philippe Gilbert     | BMC Racing                                |
| 19-22 | Volta a Eslovènia                            | Eslovènia            | 2.1  | Tiago Machado        | NetApp-Endura                             |
| 19-22 | Tour del País de Savoia                      | França               | 2.2  | Louis Vervaeke       | Lotto Belisol sub-23                      |
| 20-22 | Ruta del Sud                                 | França               | 2.1  | Nicolas Roche        | Team Tinkoff-Saxo                         |
| 20-22 | Volta de l'Alta Àustria                      | Àustria              | 2.2  | Patrick Konrad       | Gourmetfein Simplon Wels                  |
| 21-22 | Memorial Józef Grundmann i Jerzy Wizowski    | Polònia              | 2.2  | Blazej Janiaczyk     | BDC Marcpol                               |
| 22    | Beaumont Trophy                              | Regne Unit           | 1.2  | Kristian House       | Rapha Condor JLT                          |
| 22    | Gran Premi de Sarajevo                       | Bòsnia i Hercegovina | 1.2  | Matej Marin          | Gourmetfein Simplon Wels                  |
| 22    | Fletxa ardenesa                              | Bèlgica              | 1.2  | Stefan Küng          | BMC Development                           |
| 24    | Giro dels Apenins                            | Itàlia               | 1.1  | Sonny Colbrelli      | Bardiani CSF                              |
| 25    | Internationale Wielertrofee Jong Maar Moedig | Bèlgica              | 1.2  | Gijs Van Hoecke      | Topsport Vlaanderen-Baloise               |
| 25    | Halle-Ingooigem                              | Bèlgica              | 1.1  | Arnaud Démare        | FDJ.fr                                    |

### Juliol
| Data  | Cursa                                                | País     | Cat. | Vencedor             | Equip                     |
| ----- | ---------------------------------------------------- | -------- | ---- | -------------------- | ------------------------- |
| 2-5   | Cursa de Solidarność i els Atletes Olímpics          | Polònia  | 2.2  | Kamil Zieliński      | Mexller                   |
| 5     | Circuit Het Nieuwsblad sub-23                        | Bèlgica  | 1.2  | Dimitri Claeys       | VL Technics-Abutriek      |
| 6-13  | Volta a Àustria                                      | Àustria  | 2.HC | Peter Kennaugh       | Team Sky                  |
| 10-13 | Trofeu Joaquim Agostinho                             | Portugal | 2.2  | Delio Fernández      | OFM-Quinta da Lixa        |
| 11    | Campionat d'Europa - contrarellotge sub-23           | Suïssa   | CC   | Stefan Küng          | Equip nacional de Suïssa  |
| 13    | Campionat d'Europa - cursa en ruta sub-23            | Suïssa   | CC   | Stefan Küng          | Equip nacional de Suïssa  |
| 13    | La Ronda Pévèloise                                   | França   | 1.2  | Benoît Daeninck      | CC Nogent-sur-Oise        |
| 13    | Giro del Medio Brenta                                | Itàlia   | 1.2  | Klemen Štimulak      | Adria Mobil               |
| 16-20 | Giro de la Vall d'Aosta                              | Itàlia   | 2.2U | Bernardo Suaza       | 472-Colombia              |
| 17-20 | Czech Cycling Tour                                   | Txèquia  | 2.2  | Martin Mortensen     | Cult Energy Vital Water   |
| 17-20 | Sibiu Cycling Tour                                   | Romania  | 2.1  | Radoslav Rogina      | Adria Mobil               |
| 17-20 | Volta a Portugal del Futur                           | Portugal | 2.2  | Ruben Guerreiro      | Liberty Seguros-Feira-KTM |
| 25    | Prova de Villafranca de Ordizia                      | Espanya  | 1.1  | Gorka Izagirre       | Movistar Team             |
| 25    | Central European Tour: Košice-Miskolc                | Hongria  | 1.2  | Erik Baška           | Dukla Trenčín Trek        |
| 26    | Central European Tour: Szerencs-Ibrány               | Hongria  | 1.2  | Mamyr Stash          | Itera-Katusha             |
| 26    | Gran Premi de la Indústria i l'Artesanat de Larciano | Itàlia   | 1.1  | Adam Yates           | Orica-GreenEDGE           |
| 26-30 | Tour de Valònia                                      | Bèlgica  | 2.HC | Gianni Meersman      | Omega Pharma-Quick Step   |
| 27    | Gran Premi de la vila de Pérenchies                  | França   | 1.2  | Gaëtan Bille         | Verandas Willems          |
| 27    | Central European Tour: Isaszeg-Budapest              | Hongria  | 1.2  | Erik Baška           | Dukla Trenčín Trek        |
| 27    | Giro de Toscana                                      | Itàlia   | 1.1  | Pieter Weening       | Orica-GreenEDGE           |
| 29-2  | Dookoła Mazowsza                                     | Polònia  | 2.2  | Jarosław Marycz      | CCC Polsat Polkowice      |
| 30-3  | Tour d'Alsàcia                                       | França   | 2.2  | Karel Hník           | Etixx                     |
| 30-10 | Volta a Portugal                                     | Portugal | 2.1  | Gustavo César Veloso | OFM-Quinta da Lixa        |
| 31    | Circuit de Getxo                                     | Espanya  | 1.1  | Carlos Barbero       | Euskadi                   |

### Agost
| Data  | Cursa                                    | País                | Cat.   | Vencedor             | Equip                       |
| ----- | ---------------------------------------- | ------------------- | ------ | -------------------- | --------------------------- |
| 2-4   | Kreiz Breizh Elites                      | França              | 2.2    | Matteo Busato        | MG Kvis-Trevigiani          |
| 3     | Polynormande                             | França              | 1.1    | Jan Ghyselinck       | Wanty-Groupe Gobert         |
| 3     | Trofeu internacional Bastianelli         | Itàlia              | 1.2    | Nicola Gaffurini     | Vega-Hotsand                |
| 6-10  | Volta a Dinamarca                        | Dinamarca           | 2.HC   | Michael Valgren      | Team Tinkoff-Saxo           |
| 7-9   | Tour de Szeklerland                      | Romania             | 2.2    | Stefan Hristov       | Kocaeli Brisaspor           |
| 10    | Fletxa del port d'Anvers                 | Bèlgica             | 1.2    | Yoeri Havik          | Cyclingteam De Rijke        |
| 10    | Gran Premi de Poggiana                   | Itàlia              | 1.2U   | Robert Power         | Equip nacional d'Austràlia  |
| 10    | RideLondon Classic                       | Regne Unit          | 1.HC   | Adam Blythe          | NFTO Pro Cycling            |
| 12-16 | Tour de l'Ain                            | França              | 2.1    | Bert-Jan Lindeman    | Rabobank Development        |
| 13-17 | Volta a Burgos                           | Espanya             | 2.HC   | Nairo Quintana       | Movistar Team               |
| 14-17 | Arctic Race of Norway                    | Noruega             | 2.1    | Steven Kruijswijk    | Belkin Pro Cycling Team     |
| 16    | Gran Premi Capodarco                     | Itàlia              | 1.2    | Robert Power         | Equip nacional d'Austràlia  |
| 16    | Memorial Henryk Łasaka                   | Polònia             | 1.2    | Maciej Paterski      | CCC Polsat Polkowice        |
| 16    | Gran Premi Kralovehradeckeho kraje       | Txèquia             | 1.2    | Paweł Cieślik        | Bauknecht-Author            |
| 17    | Copa dels Carpats                        | Polònia             | 1.2    | Paweł Franczak       | ActiveJet Team              |
| 19    | Gran Premi de la vila de Zottegem        | Bèlgica             | 1.1    | Edward Theuns        | Topsport Vlaanderen-Baloise |
| 19-22 | Tour del Llemosí                         | França              | 2.1    | Mauro Finetto        | Neri Sottoli                |
| 19-24 | Baltic Chain Tour                        | Letònia             | 2.2    | Mathieu van der Poel | BKCP-Powerplus              |
| 22    | Arnhem Veenendaal Classic                | Països Baixos       | 1.1    | Yves Lampaert        | Topsport Vlaanderen-Baloise |
| 23    | Puchar Ministra Obrony Narodowej         | Polònia             | 1.2    | Konrad Dąbkowski     | ActiveJet Team              |
| 23-30 | Tour de l'Avenir                         | França              | 2.Ncup | Miguel Ángel López   | Selecció de Colòmbia        |
| 24    | Châteauroux Classic de l'Indre           | França              | 1.1    | Iljo Keisse          | Omega Pharma-Quick Step     |
| 26    | Gran Premi dels Marbrers                 | França              | 1.2    | Yann Guyot           | Armée de Terre              |
| 26-29 | Tour de Poitou-Charentes                 | França              | 2.1    | Sylvain Chavanel     | IAM Cycling                 |
| 27    | Druivenkoers Overijse                    | Bèlgica             | 1.1    | Jonas Van Genechten  | Lotto-Belisol               |
| 30    | Gran Premi dels Comerciants de Templeuve | Bèlgica             | 1.2    | Oliver Naesen        | Cibel                       |
| 31    | Ronda van Midden-Nederland               | Països Baixos       | 1.2    | Wim Stroetinga       | Koga                        |
| 31    | Croàcia-Eslovènia                        | Croàcia · Eslovènia | 1.2    | Primož Roglič        | Adria Mobil                 |

### Setembre
| Data  | Cursa                                           | País          | Cat. | Vencedor                               | Equip                       |
| ----- | ----------------------------------------------- | ------------- | ---- | -------------------------------------- | --------------------------- |
| 2-6   | Giro del Friül-Venècia Júlia                    | Itàlia        | 2.2  | Simone Antonini                        | Marchiol-Emisfero           |
| 4-7   | Okolo Jiznich Cech                              | Txèquia       | 1.1  | Reidar Borgersen                       | Team Joker                  |
| 6     | Brussels Cycling Classic                        | Bèlgica       | 1.HC | André Greipel                          | Lotto-Belisol               |
| 7     | Gran Premi de Fourmies                          | França        | 1.HC | Jonas Van Genechten                    | Lotto-Belisol               |
| 7     | Kernen Omloop Echt-Susteren                     | Països Baixos | 1.2  | Phil Bauhaus                           | Team Stölting               |
| 7-14  | Volta a la Gran Bretanya                        | Regne Unit    | 2.1  | Dylan van Baarle                       | Garmin-Sharp                |
| 13    | De Kustpijl                                     | Bèlgica       | 1.2  | Michael Van Staeyen                    | Topsport Vlaanderen-Baloise |
| 13    | Tour del Jura                                   | Suïssa        | 1.2  | Kévin Ledanois                         | Equip nacional de França    |
| 13    | Tour Bohemia                                    | Txèquia       | 1.2  | Lukas Pöstlberger                      | Tirol                       |
| 14    | Chrono champenois                               | França        | 1.2  | Rasmus Christian Quaade                | Trefor-Blue Water           |
| 14    | Gran Premi Jef Scherens                         | Bèlgica       | 1.1  | André Greipel                          | Lotto-Belisol               |
| 14    | Tour del Doubs                                  | França        | 1.1  | Rein Taaramäe                          | Cofidis                     |
| 16    | Copa Bernocchi                                  | Itàlia        | 1.1  | Elia Viviani                           | Cannondale Pro Cycling Team |
| 17    | Copa Agostoni                                   | Itàlia        | 1.1  | Niccolò Bonifazio                      | Lampre-Merida               |
| 17    | Gran Premi de Valònia                           | Bèlgica       | 1.1  | Greg Van Avermaet                      | BMC Racing                  |
| 18    | Tres Valls Varesines                            | Itàlia        | 1.HC | Michael Albasini                       | Orica-GreenEDGE             |
| 19    | Campionat de Flandes                            | Bèlgica       | 1.1  | Arnaud Démare                          | FDJ.fr                      |
| 20    | Gran Premi Impanis-Van Petegem                  | Bèlgica       | 1.1  | Greg Van Avermaet                      | BMC Racing                  |
| 20    | Memorial Marco Pantani                          | Itàlia        | 1.1  | Sonny Colbrelli                        | Bardiani CSF                |
| 21    | Gran Premi d'Isbergues                          | França        | 1.1  | Arnaud Démare                          | FDJ.fr                      |
| 21    | Gran Premi de la Indústria i el Comerç de Prato | Itàlia        | 1.1  | Sonny Colbrelli                        | Bardiani CSF                |
| 21    | Baronie Breda Classic                           | Països Baixos | 1.2  | Mike Teunissen                         | Rabobank Development Team   |
| 24    | Circuit de Houtland                             | Bèlgica       | 1.1  | Jelle Wallays                          | Topsport Vlaanderen-Baloise |
| 27-28 | Tour del Gavaudan Llenguadoc-Rosselló           | França        | 2.2  | Amets Txurruka                         | Caja Rural-Seguros RGA      |
| 28    | Gooikse Pijl                                    | Bèlgica       | 1.2  | Roy Jans                               | Wanty-Groupe Gobert         |
| 28    | Duo normand                                     | França        | 1.1  | Reidar Borgersen · Truls Engen Korsæth | Team Joker                  |
| 30    | Ruta d'Or                                       | Itàlia        | 1.2  | Giacomo Berlato                        | Zalf Euromobil Désirée Fior |

### Octubre
| Data | Cursa                                                | País     | Cat. | Vencedor         | Equip                        |
| ---- | ---------------------------------------------------- | -------- | ---- | ---------------- | ---------------------------- |
| 1    | Milà-Torí                                            | Itàlia   | 1.HC | Giampaolo Caruso | Team Katusha                 |
| 2-5  | Eurométropole Tour                                   | Bèlgica  | 2.1  | Arnaud Démare    | FDJ.fr                       |
| 2-6  | Volta al Caucas                                      | Rússia   | 2.2  | Serguei Firsànov | RusVelo                      |
| 3    | Tour de Münster                                      | Alemanya | 1.1  | André Greipel    | Lotto-Belisol                |
| 4    | Piccolo Giro de Llombardia                           | Itàlia   | 1.2  | Gianni Moscon    | Zalf Euromobil Désirée Fior  |
| 5    | Tour de Vendée                                       | França   | 1.1  | Armindo Fonseca  | Bretagne-Séché Environnement |
| 7    | Binche-Tournai-Binche - Memorial Frank Vandenbroucke | Bèlgica  | 1.1  | Zdeněk Štybar    | Omega Pharma-Quick Step      |
| 9    | París-Bourges                                        | França   | 1.1  | John Degenkolb   | Giant-Shimano                |
| 9    | Copa Sabatini                                        | Itàlia   | 1.1  | Sonny Colbrelli  | Bardiani CSF                 |
| 11   | Giro de l'Emília                                     | Itàlia   | 1.HC | Davide Rebellin  | CCC Polsat Polkowice         |
| 12   | París-Tours                                          | França   | 1.HC | Jelle Wallays    | Topsport Vlaanderen-Baloise  |
| 12   | Gran Premi Bruno Beghelli                            | Itàlia   | 1.HC | Valerio Conti    | Lampre-Merida                |
| 12   | París-Tours sub-23                                   | França   | 1.2U | Mike Teunissen   | Rabobank Development         |
| 14   | Premi Nacional de Clausura                           | Bèlgica  | 1.1  | Jens Debusschere | Lotto-Belisol                |
| 19   | Crono de les Nacions-Les Herbiers-Vendée             | França   | 1.1  | Sylvain Chavanel | IAM Cycling                  |

### Proves anul·lades
| Data          | Prova                                           | País          | Cat. | Motiu                            |
| ------------- | ----------------------------------------------- | ------------- | ---- | -------------------------------- |
| 6-9 març      | Tour internacional d'Arad                       | Israel        | 2.2  | Reclassificació a cursa nacional |
| 23 març       | Gran Premi San Giuseppe                         | Itàlia        | 1.2  | Reclassificació a cursa nacional |
| 1-6 abril     | Volta a Grècia                                  | Grècia        | 2.2  | Financera                        |
| 6 abril       | Val d'Ille Classic - Souvenir Julien Ditlecadet | França        | 1.1  | Financera                        |
| 6 abril       | Gran Premi Šenčur                               | Eslovènia     | 1.2  |                                  |
| 13 abril      | Gran Premi de Donetsk                           | Ucraïna       | 1.2  | Guerra al Donbass                |
| 21 abril      | Volta a Holanda del Nord                        | Països Baixos | 1.2  |                                  |
| 27 abril      | Zuid Oost Drenthe Classic II                    | Països Baixos | 1.2  |                                  |
| 2-4 maig      | The Paths of King Nikola                        | Montenegro    | 2.2  |                                  |
| 2-4 maig      | Volta a Astúries                                | Espanya       | 2.1  | Financera                        |
| 3-4 maig      | Neuseen Classics – Rund um die Braunkohle       | Alemanya      | 2.1  |                                  |
| 8-14 maig     | Cursa de la Pau                                 | Txèquia       | 2.2  | Financera                        |
| 10 maig       | Volta a la comunitat de Madrid                  | Espanya       | 1.1  |                                  |
| 21-25 maig    | Circuit de Lorena                               | França        | 2.1  |                                  |
| 7 juny        | Trofeu Melinda                                  | Itàlia        | 1.1  | Reclassificació                  |
| 12-15 juny    | Volta a Letònia                                 | Letònia       | 2.2  |                                  |
| 13-22 juny    | Girobio                                         | Itàlia        | 2.2  |                                  |
| 4-6 juliol    | Volta a la Comunitat de Madrid sub-23           | Espanya       | 2.2U |                                  |
| 11 juliol     | Grote Prijs van de Stad Geel                    | Bèlgica       | 1.2  |                                  |
| 20 juliol     | Trofeu Matteotti                                | Itàlia        | 1.1  | Financera                        |
| 1-3 agost     | Volta a Lleó                                    | Espanya       | 2.2  | Reclassificació a amateur        |
| 3 agost       | Gran Premi Kranj                                | Eslovènia     | 1.2  |                                  |
| 31 agost      | Copa Sels                                       | Bèlgica       | 1.1  |                                  |
| 31-4 setembre | Volta a Bulgària                                | Bulgària      | 2.2  |                                  |
| 2-7 setembre  | Setmana ciclista lombarda                       | Itàlia        | 2.1  |                                  |
| 3 setembre    | Memorial Rik van Steenbergen                    | Bèlgica       | 1.1  |                                  |
| 8-14 setembre | Volta a Romania                                 | Romania       | 2.2  |                                  |
| 3 octubre     | Giro del Piemont                                | Itàlia        | 1.HC |                                  |
| 4 octubre     | Pro Cycling Marathon                            | Portugal      | 1.1  |                                  |
| 14 octubre    | Giro de la Romanya                              | Itàlia        | 1.1  |                                  |

## Classificacions
- Font: UCI Europa Tour

| #   | Ciclista                    | Equip                       | Punts  |
| 1.  | Tom Van Asbroeck (BEL)      | Topsport Vlaanderen-Baloise | 764    |
| 2.  | Sonny Colbrelli (ITA)       | Bardiani CSF                | 708    |
| 3.  | Davide Rebellin (ITA)       | CCC Polsat Polkowice        | 435    |
| 4.  | Magnus Cort Nielsen (DEN) * | Cult Energy Vital Water     | 428    |
| 5.  | Mauro Finetto (ITA)         | Neri Sottoli                | 428    |
| 6.  | Sylvain Chavanel (FRA)      | IAM                         | 410    |
| 7.  | Julien Simon (FRA)          | Cofidis                     | 377    |
| 8.  | Simone Ponzi (ITA)          | Neri Sottoli                | 368    |
| 9.  | Ilnur Zakarin (RUS)         | RusVelo                     | 349,8  |
| 10. | Bert-Jan Lindeman (NED)     | Rabobank Development        | 327    |
| 11. | Sam Bennett (IRL)           | NetApp-Endura               | 312    |
| 12. | Jempy Drucker (LUX)         | Wanty-Groupe Gobert         | 303    |
| 13. | Matej Mugerli (SVN)         | Adria Mobil                 | 275,75 |
| 14. | Vitali Buts (UKR)           | Kolss                       | 274    |
| 15. | Tiago Machado (POR)         | NetApp-Endura               | 273,8  |
| 16. | Jérôme Baugnies (BEL)       | Wanty-Groupe Gobert         | 273    |
| 17. | Michael Van Staeyen (BEL)   | Topsport Vlaanderen-Baloise | 271    |
| 18. | Serguei Lagutin (RUS)       | RusVelo                     | 263,5  |
| 19. | Grega Bole (SVN)            | Vini Fantini Nippo          | 257    |
| 20. | Eduard-Michael Grosu (ROM)* | Vini Fantini Nippo          | 251    |

| #   | Equip                        | País          | Punts  |
| 1.  | Topsport Vlaanderen-Baloise  | Bèlgica       | 2036   |
| 2.  | Wanty-Groupe Gobert          | Bèlgica       | 1538   |
| 3.  | Cofidis                      | França        | 1401   |
| 4.  | Neri Sottoli                 | Itàlia        | 1275,5 |
| 5.  | IAM                          | Suïssa        | 1268   |
| 6.  | Bardiani CSF                 | Itàlia        | 1219   |
| 7.  | CCC Polsat Polkowice         | Polònia       | 1182   |
| 8.  | RusVelo                      | Rússia        | 1165,4 |
| 9.  | NetApp-Endura                | Alemanya      | 1000,6 |
| 10. | Bretagne-Séché Environnement | França        | 946    |
| 11. | Caja Rural-Seguros RGA       | Espanya       | 940    |
| 12. | Rabobank Development         | Països Baixos | 845    |
| 13. | Cult Energy Vital Water      | Dinamarca     | 821    |
| 14. | Adria Mobil                  | Eslovènia     | 806,75 |
| 15. | Kolss                        | Ucraïna       | 744    |
| 16. | Roubaix Lille Métropole      | França        | 690    |
| 17. | BDC Marcpol                  | Polònia       | 684,5  |
| 18. | Stölting                     | Alemanya      | 595    |
| 19. | Etixx                        | Txèquia       | 590    |
| 20. | Jo Piels                     | Països Baixos | 586,43 |

| #   | País          | Punts   |
| 1.  | Itàlia        | 3061,17 |
| 2.  | Bèlgica       | 2871,67 |
| 3.  | França        | 2306    |
| 4.  | Espanya       | 1828,6  |
| 5.  | Països Baixos | 1817,4  |
| 6.  | Rússia        | 1784,69 |
| 7.  | Polònia       | 1657,5  |
| 8.  | Ucraïna       | 1608    |
| 9.  | Eslovènia     | 1529    |
| 10. | Dinamarca     | 1264,25 |

| #   | País          | Punts  |
| 1.  | Països Baixos | 960,85 |
| 2.  | Bèlgica       | 814,17 |
| 3.  | Dinamarca     | 793,25 |
| 4.  | Itàlia        | 725,67 |
| 5.  | França        | 721,25 |
| 6.  | Alemanya      | 714    |
| 6.  | Noruega       | 714    |
| 8.  | Regne Unit    | 487,5  |
| 9.  | Rússia        | 441,67 |
| 10. | Àustria       | 388    |